# L.I.F.E.
Albums de Transllusion
Hypothetical Situations
(Drexciya Storm #4)) The Cosmic Memoirs Of The Late Great Rupert J. Rosinthrope
(Drexciya Storm #6))
L.I.F.E. est un album de Drexciya paru en 2002 sur le label Rephlex. L'album a été publié sous le pseudonyme Transllusion.
L.I.F.E. est le cinquième album de la série des sept Drexciya Storms.

## Titres
| No | Titre                                | Durée |
| -- | ------------------------------------ | ----- |
| 1. | Dirty South Strut                    | 4:06  |
| 2. | Memories Of Me                       | 6:18  |
| 3. | Bump It                              | 6:00  |
| 4. | Jogging On The Moon                  | 5:25  |
| 5. | Consequences                         | 5:11  |
| 6. | Rolling With The Punches Of L.I.F.E. | 4:59  |
| 7. | Code Blue                            | 6:06  |
| 8. | I'm Going Home                       | 4:58  |
| 9. | Bump It (Instrumental                | 6:00  |